# Jacques-Alain Miller
 (mars 2024).
Si vous disposez d'ouvrages ou d'articles de référence ou si vous connaissez des sites web de qualité traitant du thème abordé ici, merci de compléter l'article en donnant les références utiles à sa vérifiabilité et en les liant à la section « Notes et références ».
Pour les articles homonymes, voir Miller.
Jacques-Alain Miller (né le 14 février 1944 à Châteauroux) est un psychanalyste français. Il a contribué à la fondation de l'École de la cause freudienne et est éditeur des séminaires de Jacques Lacan, dont il est le gendre.

## Biographie

### Famille
Jacques-Alain Miller est le fils aîné de parents aux origines juives et polonaises. Son père, Jean Miller, médecin radiologue, est petit-fils de rabbin ; sa mère, Eve Milecka, pharmacienne.[réf. nécessaire] Son frère cadet est le psychanalyste, écrivain et animateur de télévision Gérard Miller.
Il épouse Judith Bataille, fille de Jacques Lacan et de Sylvia Bataille.

### Formation
Il fait ses études secondaires au lycée Charlemagne, au lycée Janson-de-Sailly puis intègre une classe de khâgne au lycée Louis-le-Grand, où il a comme condisciple Robert Linhart[réf. nécessaire].
Reçu en 1962 au concours d'entrée à l’École normale supérieure de la rue d'Ulm, il obtient l'agrégation de philosophie, puis suit, à la fin des années 1960, les séminaires de Roland Barthes à l’École pratique des hautes études (EPHE)[réf. nécessaire]. Il fréquente les cercles maoïstes de l'après-68,. Disciple depuis ses études à l'ENS du philosophe Louis Althusser et surtout du psychanalyste Jacques Lacan, il est légataire des œuvres littéraires de ce dernier et se charge de l'édition de ses séminaires[réf. nécessaire].
Miller devient psychanalyste, d'orientation lacanienne. De 1973 à 1981, il enseigne dans le cadre du département de psychanalyse de l'université Paris 8 ; il est membre de la Section clinique (EA4007). Puis il loue une salle au théâtre Déjazet à Paris, et poursuit un enseignement extra-universitaire. Il publie Lettres à l'opinion éclairée (2001) et Le Neveu de Lacan (2003). Il crée le « Forum des psys » pour soutenir la pensée lacanienne et y fait intervenir Bernard-Henri Lévy, Catherine Clément, Philippe Sollers notamment.

### L'École de la cause freudienne
Jacques-Alain Miller dirige l’École de la cause freudienne depuis 1981 et, en 1992, fonde l'Association mondiale de psychanalyse, constellation d'associations internationales partenaires de l'ECF. 

### Activités éditoriales
Il est un psychanalyste de l'après-Lacan. En 2006, il dirige l'édition de l’Anti-Livre noir de la psychanalyse. Il fonde le journal Le Nouvel Âne (LNA)[réf. nécessaire].
Il est chroniqueur au magazine Le Point de 2011 à 2015.

#### Controverses sur la publication des Séminaires de Lacan
Le 30 mars 2007, le tribunal de grande instance de Paris rend un jugement en sa faveur sur le bien-fondé de l'action de publication du séminaire par Jacques-Alain Miller[réf. nécessaire].
La question de la publication des séminaires reprend en 2011. Après avoir annoncé en janvier avoir quasiment achevé le travail de rédaction des dix séminaires restants, Miller accuse son éditeur, les éditions du Seuil, de ne pas publier les séminaires qu'il lui aurait remis. À la fin de l'été 2011, il reproche cette fois à l'éditeur de vouloir effacer son nom de la publication des séminaires alors que Lacan, dont il est le gendre, avait expressément exigé que son nom figurât auprès du sien dans cette publication. Le 6 septembre 2011, lors d'une réunion à Paris, il décide de changer d'éditeur et rejoint les éditions La Martinière. Depuis le Séminaire XIV La Logique du fantasme et le Séminaire XV L'Acte psychanalytique sont parus aux éditions du Seuil.

## Publications
- Lettres à l'opinion éclairée, Paris, Le Seuil, 2002.
- Un Début dans la vie, Paris, Le Promeneur, 2002.
- Le Neveu de Lacan. Satire, Paris, Verdier, 2003.
- Voulez-vous être évalué ? Entretien sur une machine d'imposture (avec Jean-Claude Milner), Paris, Grasset, 2004, coll. "Figures".
- (Dir.) L'Anti-livre noir de la psychanalyse, avec Gérard Miller, Agnès Aflalo, et Marie-Claude Sureau, Paris, Le Seuil, 2006.
- Vie de Lacan, Paris, Navarin, 2011, 24 p.
- L'Os d'une cure, Paris, Navarin, 2018, 89 p.
- Lacan Redivivus, Paris, Navarin, 2021.